# Single Connector Attachment

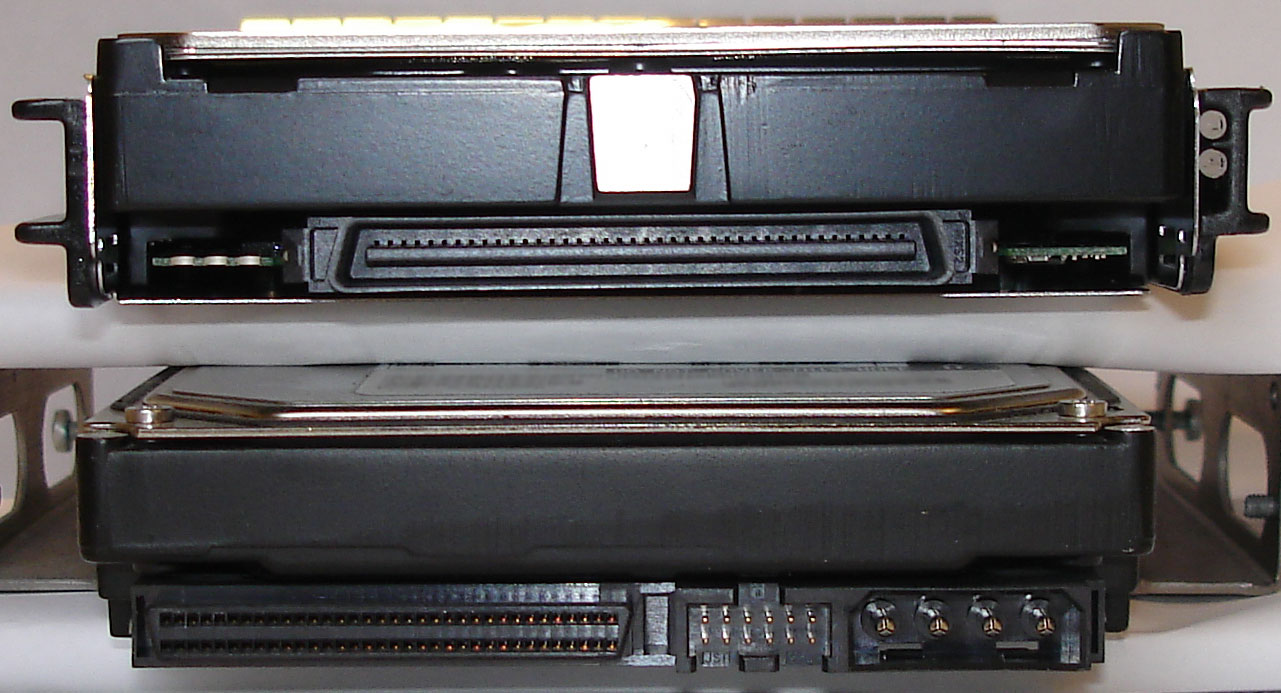
SCSI-Anschlüsse, oben SCA, unten 68-Pin-Standardanschluss

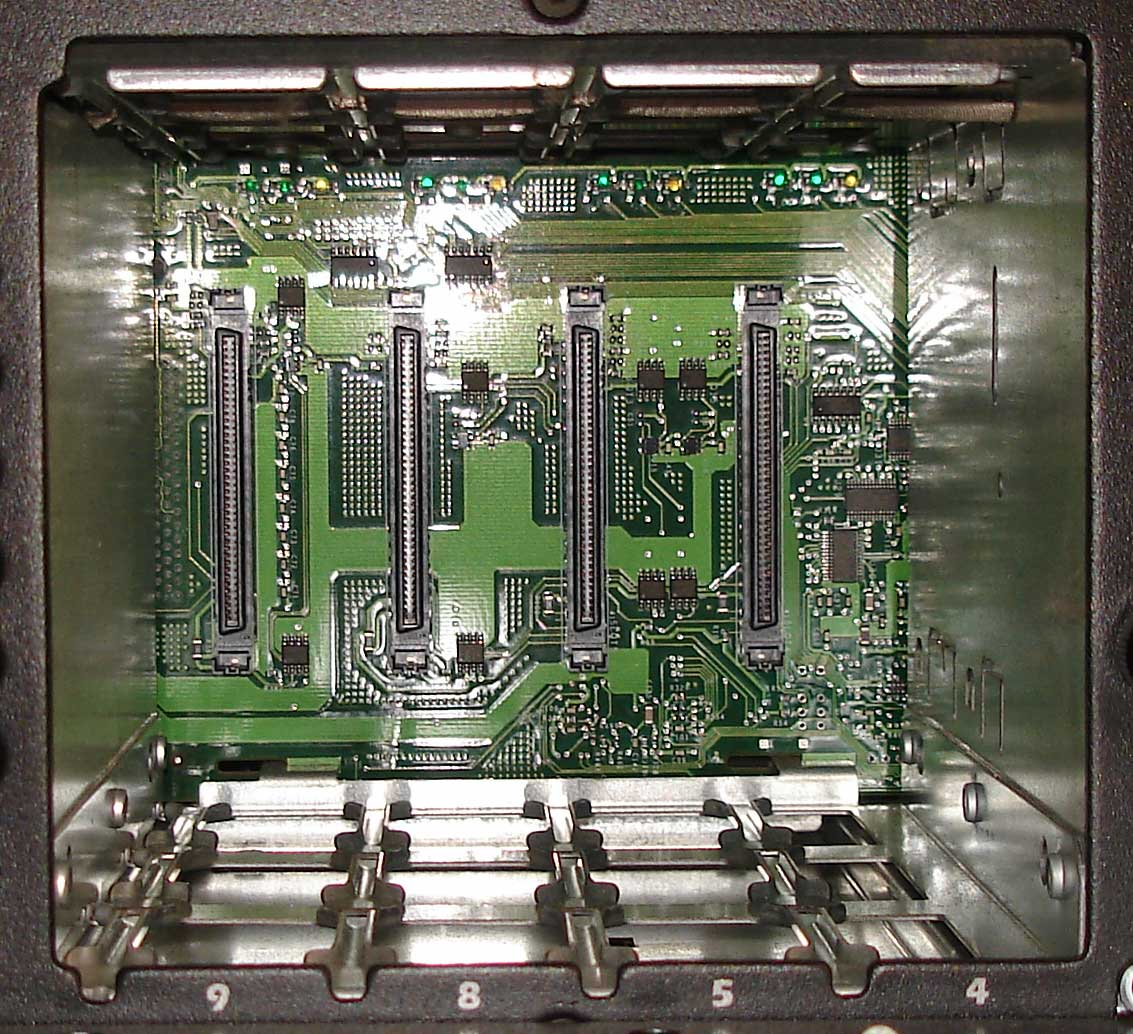
SCSI-Backplane

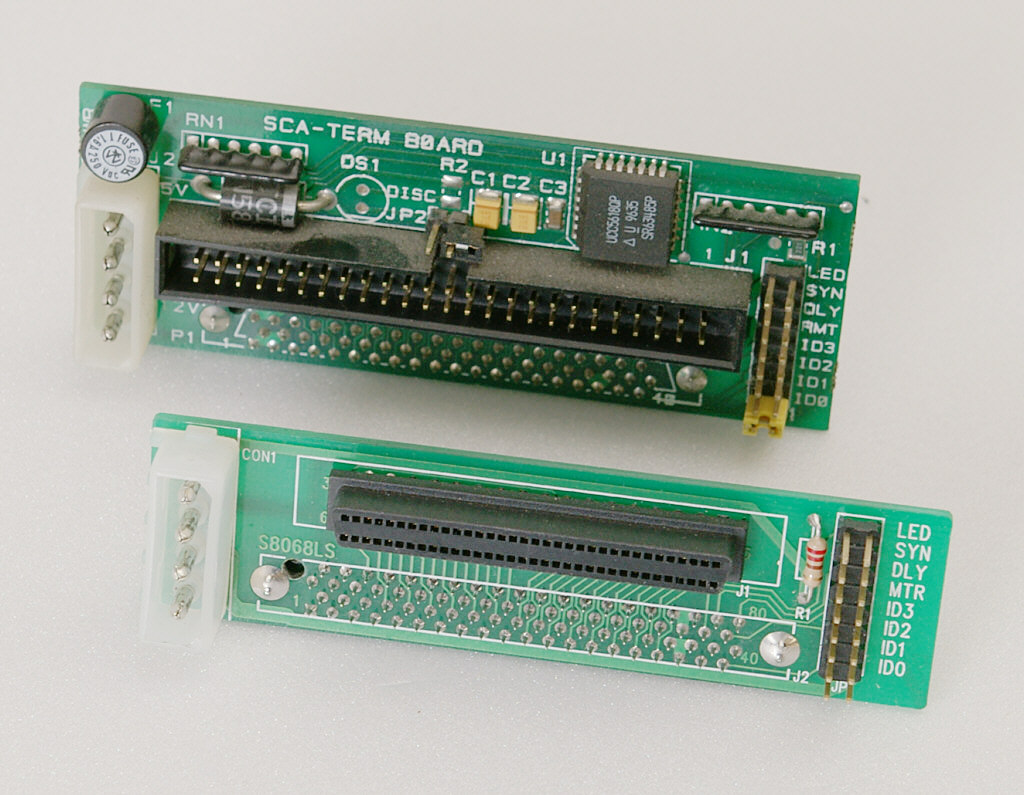
SCA-Adapter zum Anschluss von SCA-Platten an übliche (50 bzw. 68 polige) SCSI-Kabel

Ein Single Connector Attachment (SCA) bindet eine Festplatte direkt an eine Backplane im RAID-Gehäuse bzw. der Drive Bay an. Dies vermeidet unnötige Steckverbindungen, erzeugt keine Abgriffe (Stubs) auf dem SCSI-Bus und macht Einstellungen an der Festplatte (z. B. beim Tausch) überflüssig, da der 80-polige SCA-Stecker die Stromzufuhr, Einstellungs-Jumper und die Datenleitungen kombiniert. Die SCSI-ID eines Geräts, die man bei normalen SCSI-Festplatten per Jumper auf der Festplatte einstellt, wird über die Position in der SCA-Backplane bestimmt. Da SCA-Verbinder so gebaut sind, dass die Massekontakte auf jeden Fall vor den Signalkontakten geschlossen werden (sog. „voreilende Masse“), wird Hotplugging (Austausch im Betrieb, ohne Abschalten) ermöglicht.
Verwendung finden SCSI-Festplatten mit diesen Anschlüssen häufig in Servern bzw. RAID-Systemen (Laufwerksverbände), deren Ausfallzeit durch Austauschen einer defekten Festplatte im Betrieb gering gehalten werden kann.
Über optionale Adapterplatinen lassen sich SCA-Platten auch in konventionell verkabelten Rechnern einsetzen, hot plugging ist mit solchen Adaptern jedoch nicht zu empfehlen, da keine exakte mechanische Führung gewährleistet ist.